# Nuchalorgan
Als Nuchalorgane werden paarige Sinnesorgane der Vielborster bezeichnet, die sich im Kopfbereich befinden und als Chemorezeptor wirken. Es handelt sich um Felder bewimperter Zellen am Kopflappen oder im Bereich des Mundsegments, die vor allem für die chemische Prüfung der Nahrung (Geschmackssinn) zuständig sind.

## Vorkommen und Ausbildung
Nuchalorgane kommen ausschließlich bei den Vielborstern (Polychaeta) innerhalb der Ringelwürmer (Annelida) vor, können dort jedoch sehr unterschiedlich ausgeprägt sein. Bei den ehemals als eigener Tierstamm eingeordneten Spritzwürmern (Sipuncula) bilden sie bewimperte Areale im Mundbereich zwischen einem Tentakelkranz, deren Nervenanbindung direkt vom Oberschlundganglion kommt. Bei anderen Polychaeten liegen die Nuchalorgane meistens als stark bewimperte Strukturen am Hinterrand des Prostomiums.
Bei den Amphinomida, deren bekanntester Vertreter der Feuerwurm (Hermodice carunculata) ist, bildet das Nuchalorgan (Karunkel) eine auffällige Wulst auf und hinter dem Prostomium. Bei den erst 2010 entdeckten Teuthidodrilus (bekannt als „squidworm“) sind die Nuchalorgane als sechs Paare ausgebildet, die gemeinsam mit mehreren sehr langen Tentakeln am Kopf entspringen und stark verlängert sind.

## Belege
1. ↑  Nuchalorgane. In: Herder-Lexikon der Biologie. Spektrum Akademischer Verlag, Heidelberg 2003, ISBN 3-8274-0354-5.
2. ↑  Günther Purschke: Sipuncula (Sipunculida), Spritzwürmer. In: W. Westheide, R. Rieger (Hrsg.): Spezielle Zoologie. Teil 1: Einzeller und Wirbellose Tiere. Gustav Fischer Verlag, Stuttgart/Jena 1997, S. 332–333.
3. ↑  Wilfried Westheide: Annelida, Ringelwürmer. In: W. Westheide, R. Rieger (Hrsg.): Spezielle Zoologie. Teil 1: Einzeller und Wirbellose Tiere. Gustav Fischer Verlag, Stuttgart/Jena 1997, S. 358–359.
4. ↑  Wilfried Westheide: Amphinomida. In: W. Westheide, R. Rieger (Hrsg.): Spezielle Zoologie. Teil 1: Einzeller und Wirbellose Tiere. Gustav Fischer Verlag, Stuttgart/Jena 1997, S. 378.
5. ↑  Karen J. Osborn, Laurence P. Madin, Greg W. Rouse: The remarkable squidworm is an example of discoveries that await in deep-pelagic habitats. In: Biology Letters. 7 (3), Juni 2011, S. 449–453. doi:10.1098/rsbl.2010.0923 PMC 3097850 (freier Volltext)